# Jorge Dias
António Jorge Dias (* 31. Juli 1907 in Porto; † 5. Februar 1973 in Lissabon) war ein portugiesischer Ethnologe und Museumsdirektor. Er ist vor allem für seine ethnografischen Feldforschungen in den späten 1950er Jahren während der portugiesischen Kolonialzeit in Angola und Mosambik bekannt. Aufgrund dieser Forschungen veröffentlichten er und seine Frau, die aus Deutschland stammende Ethnologin Margot Dias, drei ethnografische Bände mit dem Titel Os Macondes de Moçambique über das Volk der Makonde im Norden Mosambiks. Außerdem war Dias der erste Direktor des Museu de Etnología do Ultramar, das später zum Nationalen Museum für Ethnologie in Lissabon erweitert wurde.
Ungeachtet seiner Akzeptanz assimilatorischer Konzepte der portugiesischen Kolonialherrschaft und der Tatsache, dass er geheime Berichte über die Einstellung der einheimischen Bevölkerung gegenüber dieser Herrschaft verfasst hatte, wurde Dias als „der wichtigste portugiesische Anthropologe des 20. Jahrhunderts“ bezeichnet.

## Leben und Wirken

### Frühe Jahre
Dias wurde 1907 in Porto geboren und verbrachte den größten Teil seiner Jugend dort. Seine Eltern hatten einen Bauernhof in der Nähe von Guimarães, wo Dias aufwuchs und dort das portugiesische Landleben kennenlernte. Im Alter von zweiundzwanzig Jahren bereitete er sich auf die Aufnahmeprüfungen vor, um an der Universität Coimbra Germanistik zu studieren.
Vor und während des Zweiten Weltkriegs wurde Dias vom portugiesischen Bildungsministerium als Dozent für Portugiesisch nach Deutschland entsandt. Er lehrte von 1938 bis 1939 an der Universität Rostock, von 1939 bis 1942 an der Universität München und von 1942 bis 1944 an der Universität Berlin. In München begann er, sich für die damals in Portugal noch unbekannte Volkskunde zu interessieren. Im Jahr 1940 lernte er bei einem Konzert in Rostock die deutsche Pianistin Margot Schmidt kennen. Sie heirateten im November 1941 und bekamen in den folgenden Jahren zwei Kinder. Im Jahr 1944 promovierte Dias an der Universität München mit einer Arbeit über portugiesische Volkskunde, die auf seinen Forschungen über die portugiesische Kleinstadt Vilarinho da Furna beruht.

### Akademische Laufbahn
Dias kehrte 1944 nach Portugal zurück und wurde beauftragt, die ethnografische Abteilung des 1945 an der Universität Porto gegründeten Zentrums für ethnologische Studien der portugiesischen Halbinsel (CEEP) zu leiten. Dias leitete diese Abteilung von 1947 bis 1959 und wurde ab 1960 Direktor des CEEP. Zu seinem Forschungsteam gehörten Margot Dias, Fernando Galhano, Ernesto Veiga de Oliveira und Benjamim Enes Pereira. Dadurch wurde er auch Mitglied der Internationalen Kommission für Volkskunst und Folklore (CIAP), deren Sekretär er von 1954 bis 1956 war.
Von 1952 bis 1956 war Dias Professor für Ethnologie an der Universität von Coimbra; danach wechselte er an die Universität Lissabon. Als Professor für Kulturanthropologie unterrichtete er allgemeine und regionale Ethnologie, darunter auch Kurse über die sogenannten „Eingeborenen-Institutionen“ (Instituições Nativas) am Institut für Überseestudien. Im Jahr 1954 war er Gastprofessor am Zentrum für portugiesische Studien und unterrichtete einen Kurs über portugiesische Ethnografie an der Staatlichen Universität Paraná in Curitiba, Brasilien. Außerdem hielt er 1959 als Gastdozent Vorlesungen an der University of the Witwatersrand in Johannesburg, Südafrika, über die portugiesische Kultur in Afrika.

### Angola, Mosambik und Portugiesisch-Guinea
1957 erhielt Dias von der portugiesischen Regierung den Auftrag, die einheimische Bevölkerung in den portugiesischen Kolonien in Afrika zu untersuchen. Das Ziel dieser Missão de Estudos das Minorias Étnicas do Ultramar Português (MEMEUP) war es, die verschiedenen Ethnien und ihre Haltung gegenüber der portugiesischen Kolonialherrschaft zu erforschen. Im Rahmen dieser Mission reisten er, Margot Dias und Manuel Viegas Guerreiro nach Angola, Mosambik und Portugiesisch-Guinea. Zwischen 1957 und 1961 führten sie Forschungskampagnen über die Makonde im Norden Mosambiks, die Chopi im Süden Mosambiks und die Khoisan in Angola durch. 1961 kehrte Margot Dias dafür allein und zum letzten Mal nach Mosambik zurück. Aufgrund der politischen Instabilität in der Region nach dem Massaker von Mueda am 16. Juni 1960 führte die Mission keine weiteren Aufenthalte durch. Einer der seltenen Kommentare von Margot Dias, der eine kritische Einschätzung gegenüber der portugiesischen Kolonialpolitik ausdrückte, lautete: „Wir waren uns 1961 bewusst, dass es das letzte Mal war – dass sich alles ändern würde. Meine Notizen beschreiben eine sehr große Traurigkeit, denn es gibt ein Misstrauen, die Schwarzen versteckten sich im Busch, sie hatten Angst vor den Weißen, und die Weißen vor den Schwarzen.“ In der Folge führten diese Kampagnen zur Veröffentlichung von vier monographischen Bänden mit dem Titel Os Macondes de Moçambique.

### Geheime Berichte über die Kampagnen
Zur selben Zeit, als die Dias-Mission ihre ethnografischen Feldforschungen durchführte, erstellte die Mission auch geheime Berichte über die ethnischen Minderheiten in den Kolonien. Diese Berichte wurden dem Direktor des Zentrums für politische und soziale Studien des Instituto de Investigação Científica Tropical (Institut für wissenschaftliche Forschung in den Tropen) und dem Überseeministerium am Ende jeder Kampagne übergeben. Dies war Teil einer politischen Strategie der „wissenschaftlichen Erforschung“ der Kolonien, die von dem als Estado Novo bekannten autoritären Regime gefördert wurde. Vor allem in Mosambik wurde die ethnologische Forschung aufgrund der Nähe der Kolonie zu Tansania, wo zahlreiche Makonde unmittelbar jenseits der Grenze leben, und der politischen Entwicklungen in anderen Nachbarländern gefördert. Diese als Verschlusssache eingestuften Dokumente beschreiben den politischen und sozialen Kontext der Mission. In diesen geheimen Berichten hatte Dias beispielsweise den Rassismus der portugiesischen Siedler angeprangert.

### Spätere Jahre
Im Jahr 1962 gründete Dias das Centro de Estudos de Antropologia Cultural (Zentrum für kulturanthropologische Studien), das er anschließend leitete. Dieses Zentrum widmete sich der ethnologischen Forschung in den überseeischen Gebieten. Auf der Grundlage der von diesem Zentrum und der Missão de Estudos das Minorias Étnicas do Ultramar Português (MEMEUP) gesammelten Daten wurde 1965 das Museu de Etnologia do Ultramar (Ethnologisches Museum für Überseegebiete) gegründet. Er baute dieses neue Museum auf und leitete es bis zu seinem Tod im Jahr 1973. Das Museum umfasste Sammlungen vom portugiesischen Festland und den Inselgruppen der Azoren und Madeira sowie aus Afrika, Südamerika und Asien. Später wurden die Sammlungen erheblich vergrößert und zum heutigen Nationalen Museum für Ethnologie in Lissabon erweitert. Auf der Website des Museums werden unter anderem Jorge und Margot Dias als Pioniere der Ethnologie in Portugal genannt.
Gegen Ende seines Lebens äußerte sich Dias pessimistisch, was das gefährdete Verhältnis von Natur und Bevölkerungswachstum anging:

„Wir müssen ernsthaft und schnell an die Zukunft denken, bevor sie zur Gegenwart wird, um alle menschlichen Werte zu bewahren, die das Leben lebenswert machen. [...] Die Schönheit und das Gefühl der Menschenwürde, die uns der natürliche Raum gibt, in dem sich der Mensch frei bewegen kann, sind Güter, die durch das schwindelerregende Bevölkerungswachstum ernsthaft bedroht sind. Ich weiß nicht, ob es möglich ist, von Algen oder Zellen zu leben – aber es wird sicherlich tragisch sein, wie ein Ameisenhaufen zu leben, ohne Horizonte und ohne Träume...“

Dias starb 1973 im Alter von 65 Jahren und hinterließ zwei Töchter sowie seine Frau Margot Dias, die 2001 im Alter von 93 Jahren starb. Karin Schmidt Dias, eine der Töchter, war in erster Ehe mit dem späteren portugiesischen Staatspräsidenten Jorge Sampaio verheiratet.

## Veröffentlichungen
Dias verfasste zahlreiche Artikel und Bücher zur Ethnologie und Kulturanthropologie. Seine wichtigsten Werke und ein Meilenstein in der Geschichte der portugiesischen Kulturanthropologie sind die Bände über das Volk der Makonde in Mosambik. Band II und III hatte Dias gemeinsam mit Margot Dias verfasst, von der auch zahlreiche Fotos stammen. Der vierte Band über kulturelles Wissen, Sprache, Literatur und Spiele der Makonde wurde von ihrem Mitarbeiter Manuel Viegas Guerreiro geschrieben.
- Jorge Dias, Margot Dias, Manuel Viegas Guerreiro: Os Macondes de Moçambique, vol. 1 – 4, 1964/1970. Hrsg.: Junta de Investigações do Ultramar, Centro de Estudos de Antropologia Cultural. Lissabon (portugiesisch, 1168 S., Neuausgabe des ersten Bandes 1998 mit einem Vorwort von Rui Pereira).[7]

## Auszeichnungen
Dias wurde posthum zum Kommandeur des Ordens des heiligen Jakob vom Schwert (4. Juli 1973) und mit dem Großkreuz des Ordens des Infanten Dom Henrique (3. Juli 1987) ausgezeichnet.

## Rezeption
Die von Jorge und Margot Dias verfassten Bände über die Makonde von Mosambik wurden in Rezensionen von Fachkollegen in den 1960er Jahren einerseits als exzellente Werke sozialanthropologischer Literatur bezeichnet. Andererseits kritisierte die Sozialanthropologin Susan Drucker den „unkritischen Umgang mit Quellen, ethnozentrische Vorurteile, Mutmaßungen und einen literarischen Stil.“ Im Vorwort des portugiesischen Politikers Rui Pereira zur 1998 erschienenen Neuausgabe des ersten Bandes kommentierte dieser den kolonialpolitischen Kontext der Mission: „Jorge Dias [scheint] im Laufe der Kampagnen die Hierarchie der Interessen, die zuvor von den Geldgebern seiner Forschungen im Norden Mosambiks festgelegt worden war, umgedreht zu haben, d. h. er hat die eminent ethnologischen Ziele in den Vordergrund gestellt.“
Nach Einschätzung portugiesischer Wissenschaftler wie Rui Pereira und Joana Cunha Leal führte das von Dias im Rahmen des Zentrums für Ethnologische Studien der Halbinsel (CEEP) gegründete Ethnologenteam wissenschaftliche und systematische Erhebungen und ethnografische Untersuchungen durch. Diese grenzte Dias von der allgemeinen Anthropologie ab, da er letztere als physische Anthropologie und erstere als Kulturanthropologie oder Ethnologie verstand. Schon früh wurde das Denken von Jorge Dias durch den deutschstämmigen US-amerikanischen Anthropologen Franz Boas beeinflusst. Dies wurde vor allem auf Dias' Erkenntnis zurückgeführt, dass das Verhalten eines Individuums weitgehend durch das soziale und kulturelle Umfeld bestimmt wird und nicht durch biologische Faktoren.
In der Zeit, in der Dias die ethnologische Abteilung des CEEP leitete, kam es zu einer Erneuerung der ethnologischen Studien in Portugal, in deren Rahmen Kontakte zu ähnlichen internationalen Organisationen aufgebaut wurden. So wirkte Dias an einer Festschrift für den deutschen Volkskundler Matthias Zender mit, die von Günter Wiegelmann und Edith Ennen herausgegeben wurde. Dias wurde durch seine Arbeit international bekannt und in der Folge als „der wichtigste portugiesische Anthropologe des 20. Jahrhunderts“ bezeichnet.
Laut dem Sozialanthropologen João Leal stand Margot Dias zu Unrecht im Schatten ihres Mannes, was der britische Sozialanthropologe Harry G. West als ein häufiges Phänomen unter Ehepaaren bezeichnete, die in der ersten Hälfte des 20. Jahrhunderts als Ethnologen arbeiteten. Während Jorge Dias als Leiter der Mission und Universitätsprofessor gesehen wurde, war seine Frau die Ethnologin, die von den Menschen fasziniert war und eine Beziehung mit ihnen aufbauen konnte.
In seinem Nachruf würdigte der Schweizer Volkskundler Arnold Niederer den umfassenden Ansatz von Dias und bezog sich dabei sowohl auf die Studien über portugiesische ländliche Gemeinschaften als auch auf Dias’ Arbeiten über das Volk der Makonde: „Der geografische Hintergrund ist allgegenwärtig, die Beschreibung aber ist ethnografisch und berücksichtigt die historischen Faktoren.“ 
Die Tatsache, dass Dias sowohl seine ethnologischen Berichte als auch unveröffentlichte geheime Berichte über die politischen Entwicklungen in Mosambik verfasst hatte, wurde später von Wissenschaftlern kritisiert, die Dias’ Mission eine Kollaboration mit dem damaligen politischen Regime und Akzeptanz des assimilatorischen Konzepts des Lusotropikalismus vorwarfen. Da diese als Verschlusssache eingestuften Dokumente jedoch die politische und soziale Situation beschreiben, welche die Forschungsarbeiten der Mission begleitete, wurden sie als wichtig erachtet, um den Kontext besser zu verstehen, in dem die Monographien über die Makonde und den Norden Mosambiks entstanden sind.
In ihrer 2021 veröffentlichten Studie Evidence and Fiction: An Untimely Alliance with the Photography Archive of Margot Dias and Jorge Dias (Eine unzeitgemäße Allianz mit dem Fotoarchiv von Margot Dias und Jorge Dias) verwendete die Künstlerin Catarina Simão unter anderem Fotografien von Jorge und Margot Dias als fotografisches Medium, um Konzepte wie „Authentizität“ und „Kolonialität“ als Dokumente der visuellen Anthropologie zu untersuchen.